# أندريس روميرو (لاعب كرة قدم مواليد 2003)
أندريس روميرو (بالإسبانية: Andrés Romero) هو لاعب كرة قدم فنزويلي، ولد في 7 مارس 2003 في ماتورين في فنزويلا.